# Cunto 'e lampare/N'ata dummeneca
Cunto 'e lampare/N'ata dummeneca, pubblicato nel 1961, è un singolo del cantante italiano Mario Trevi

## Storia
Il disco presenta due brani presentati al Festival di Napoli 1961: Cunto 'e lampare, presentata da Mario Trevi e Claudio Villa, e N'ata dummeneca, presentata da cover di canzoni presentate da Franco Ricci e Wanda Romanelli.

## Tracce
Lato A
- Cunto 'e lampare (Bonagura-Recca)

Lato B
- N'ata dummeneca (Marchionne-Innocenzi)

## Incisioni
Il singolo fu inciso su 45 giri, con marchio Durium- serie Royal (QCA 1207).
Direzione arrangiamenti: M° Eduardo Alfieri.